# Manistutu
Manistutu is een bestuurslaag in het regentschap Jembrana van de provincie Bali, Indonesië. Manistutu telt 6918 inwoners (volkstelling 2010).